# قصر بوتين
المقر في كيب إيدوكوباس (بالروسية: Резиденция на мысе Идокопас)‏، المعروف أيضًا باسم «قصر بوتين» (بالروسية: Дворец Путина)‏، مجمع قصر مبني على الطراز الإيطالي يقع على ساحل البحر الأسود بالقرب من غيلينجيك في كراسنودار كراي في روسيا. يزعم سيرجي كوليسنيكوف ومؤسسة مكافحة الفساد الروسية (FBK) أن القصر بُني للرئيس الروسي فلاديمير بوتين.

## معرض صور

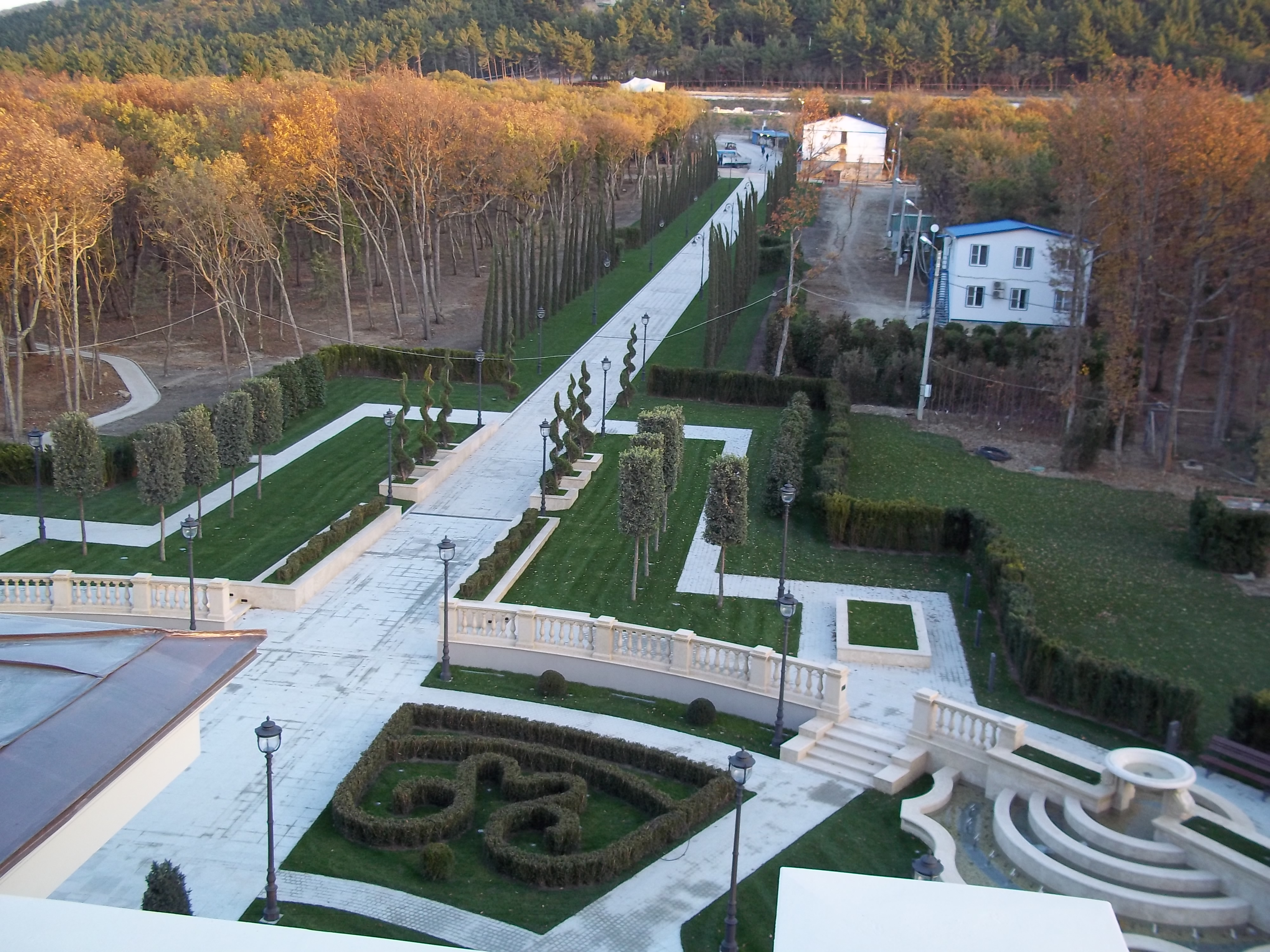
حدائق
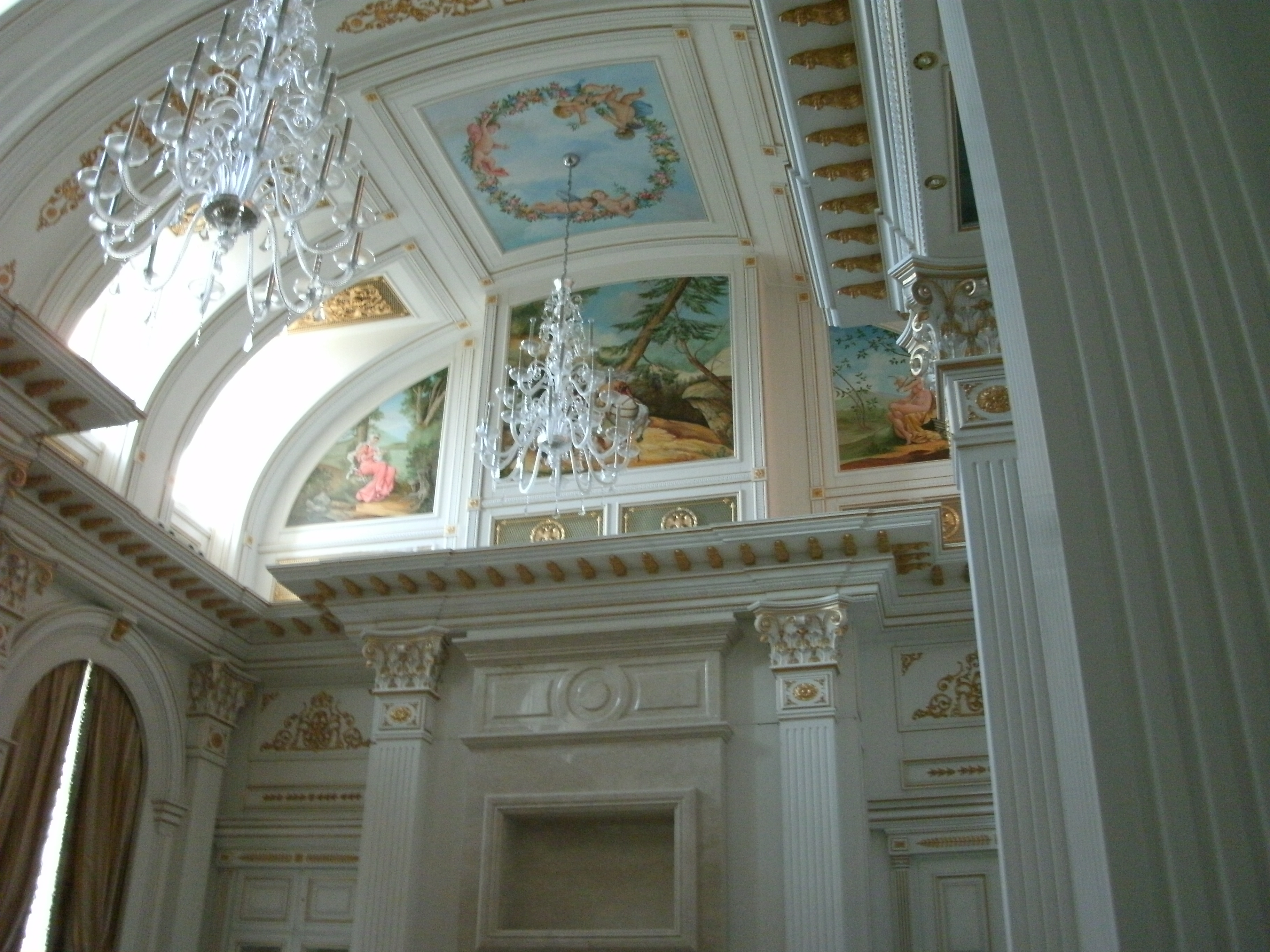
القاعة الرئيسية
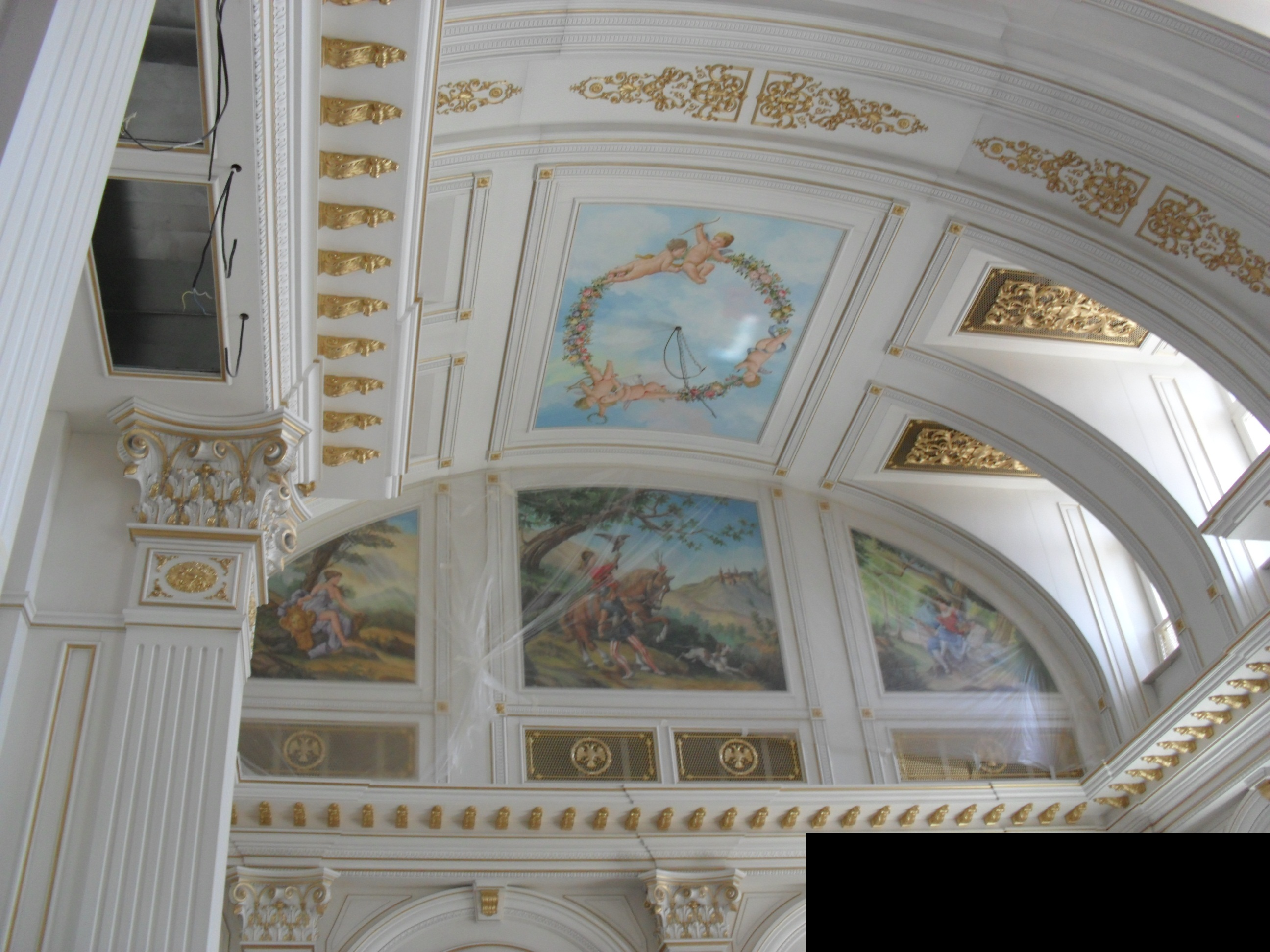
القاعة الرئيسية
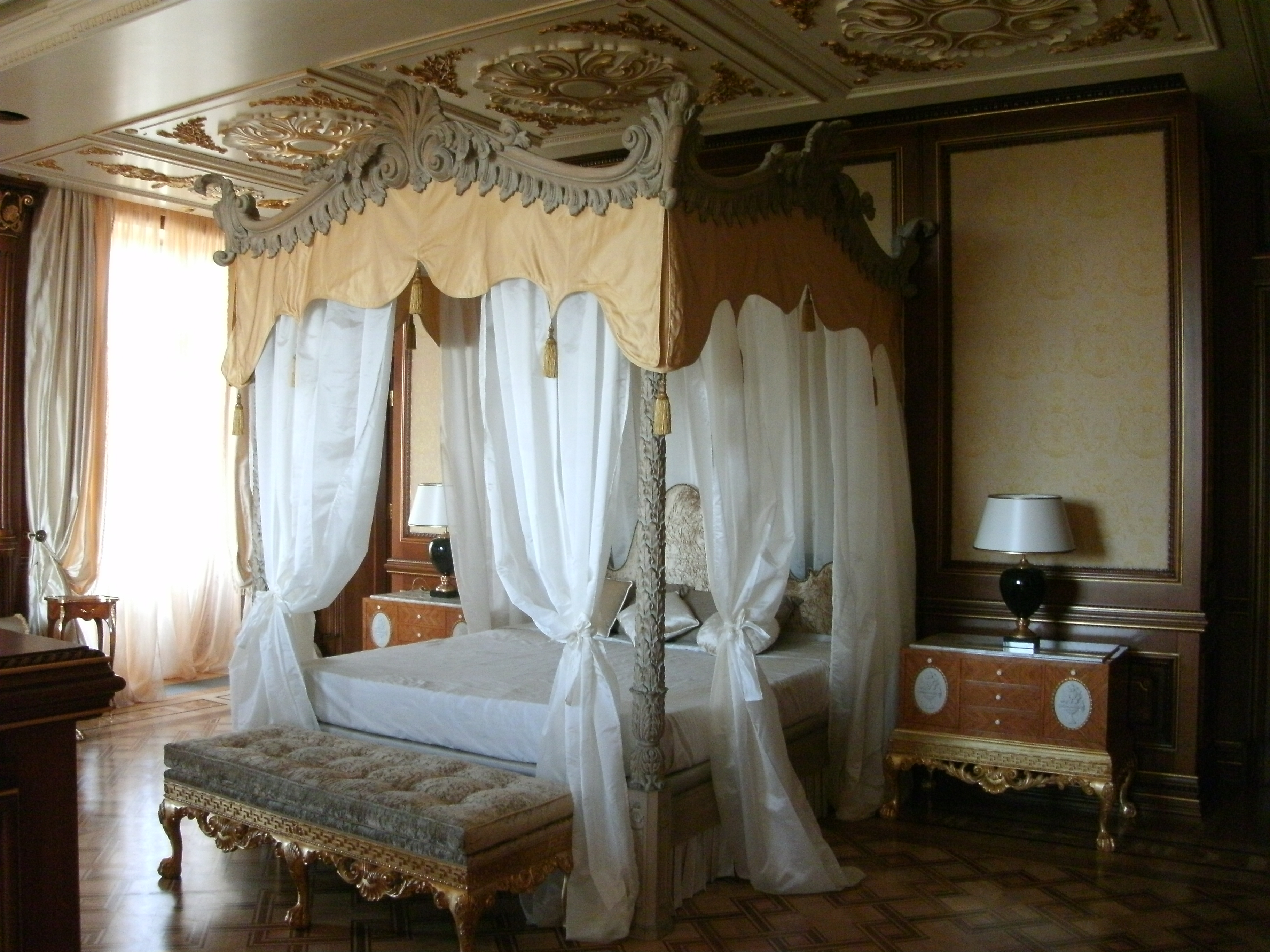
إحدى غرف النوم
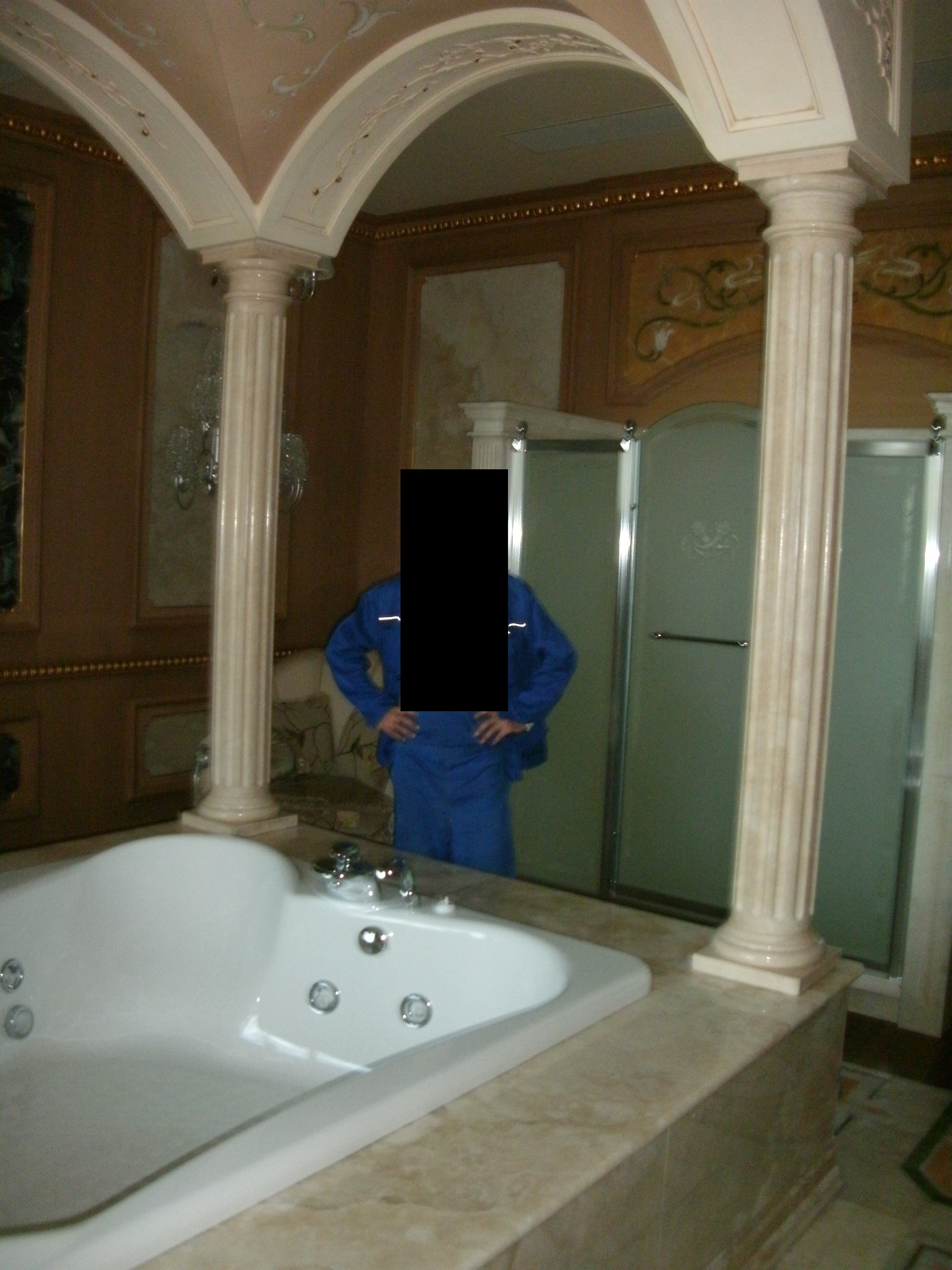
أحد الحمامات

## روابط خارجية
- "Top 10 Mansions of Powerful People". 8 سبتمبر 2015. اطلع عليه بتاريخ 2017-03-21.
- "Putin's palace. History of world's largest bribe". 19 يناير 2021. اطلع عليه بتاريخ 2021-01-21.